# Bonaventure Kalou
Bonaventure Kalou (* 12. Januar 1978 in Oumé) ist ein ehemaliger ivorischer Fußballspieler. Er besitzt neben der ivorischen auch die niederländische Staatsbürgerschaft.

## Karriere

### Verein
Der Offensivspieler begann seine Profikarriere im Juli 1995 beim ASEC Mimosas und wechselte im Juli 1997 zum niederländischen Fußballverein Feyenoord Rotterdam, mit dem er 2002 den UEFA-Pokal durch ein 3:2 im Finale gegen Borussia Dortmund gewann. Kalou wurde in der 76. Minute für Johan Elmander ausgewechselt. Im Juli 2003 verpflichtete ihn die AJ Auxerre, der er mit dem entscheidenden Endspieltor zum französischen Pokalsieg verhalf. Kalou blieb dort bis zum Juni 2005, wechselte dann zu Paris Saint-Germain. Im Sommer 2007 ging Kalou zum RC Lens, wechselte aber bereits im September 2007 in die Vereinigten Arabischen Emirate zu Al-Jazira Club. Nach einer Zeit ohne Verein heuerte Kalou im Sommer 2008 beim niederländischen Erstligisten SC Heerenveen an. In der Winterpause der Saison 2009/10 verließ er Heerenveen und beendete knapp ein Jahr später seine Karriere.

### Nationalmannschaft

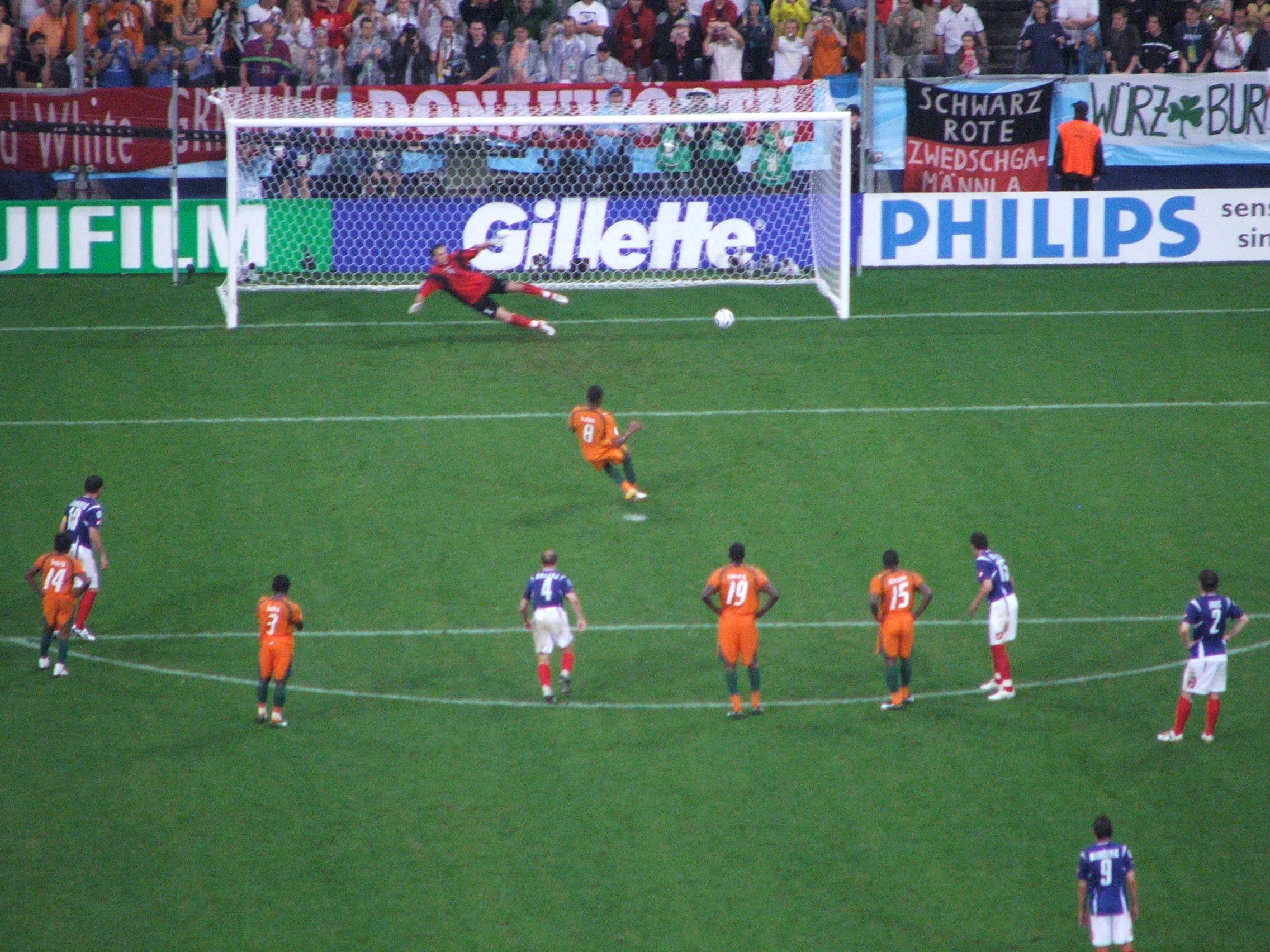
Bonaventure Kalou verwandelt den Elfmeter zum 3:2 im Spiel gegen Serbien in der 86. Minute

Am letzten Spieltag der WM-Qualifikation qualifizierte er sich mit dem Nationalteam der Elfenbeinküste für die Fußball-Weltmeisterschaft 2006. Im dritten und letzten Gruppenspiel der WM 2006 erzielte er gegen Serbien per Elfmeter der Siegtreffer zum 3:2. Das letzte Gruppenspiel war auch Bonaventure Kalous letzter Länderspieleinsatz. Kalou absolvierte 51 Einsätze im Nationalteam und erzielte dabei zwölf Tore.
Sein jüngerer Bruder Salomon spielte ebenfalls in der Nationalmannschaft der Elfenbeinküste.

## Erfolge
- Französischer Pokalsieger: 2005 (mit AJ Auxerre), 2006 (mit Paris Saint-Germain)
- UEFA-Pokal-Sieger 2002 mit Feyenoord Rotterdam
- Ivorischer Meister 1997 mit ASEC Mimosas
- Ivorischer Pokalsieger 1997 mit ASEC Mimosas